# Lut Lierelij
Lut Lierelij is een stripfiguur uit de Nederlandse stripreeks de Bommelsaga, geschreven en getekend door Marten Toonder. 
Lut Lierelij is een dwerg die behoort tot het Kleine Volkje. Hij uit zich als minstreel voornamelijk in gedichten en zang met teksten in archaïsch Nederlands. Hij begeleidt zichzelf daarbij op zijn sitaar - een woord dat een contaminatie lijkt te zijn van sitar en gitaar. 
Met zijn opgeruimde en zorgeloze karakter vormt Lut Lierelij een contrast met de ijverige Pee Pastinakel en de vernuftige Kwetal, die een meer serieuze kijk hebben op het leven.
Het door Lut Lierelij uitgevoerde lied Lent is inte knoppen is ontleend aan het Middelengelse Sumer is icumen in.

Lent is inte knoppen.
Te radiks kruupt te pitten uut,
So fatte luut, en lude singt tutu.
En huphop vro en bliede nu.
O hoort die nachtigalen int finster wold
Se galen blied hun lied dort finster wold
Twiet twiet, piet en twiet, ja twiet.
Joechei, tsomert allerwegen. So kwikt te kwinkeleer
bie sonne en bie regen al heen en weer.

In De andere wereld loopt breinbaas Kwetal al voor het twaalfde jaar te slepen met zijn oloroon of ruimtehevelaar, die nog steeds niet goed werkt en drie dagen achter loopt. Op aanraden van Lut Lierelij gooit hij het apparaat met tegenzin in het Zompzwin (het Zwarte Water, ongeveer 40 km ten oosten van Rommeldam gelegen in de Zwarte Bergen), waarna er een damp uit het Zompzwin begint op te stijgen en het water gaat stromen. De oloroon verdwijnt in het Zompzwin, waarachter het vulkanische Apoka ligt.